# Loughgall FC
Loughgall FC is een Noord-Ierse voetbalclub uit de stad Loughgall.
De club werd in 1967 opgericht en promoveerde in 2004 voor het eerst naar de hoogste klasse. De eerste 2 seizoenen eindigde de club in de lagere middenmoot. In 2007 degradeerde de club. Het volgende seizoen werd de club kampioen, maar promoveerde niet door competitieherstructurering.

## Eindklasseringen
| 1 |

| 1 |

| 1 |

| 1 |

| 1 |

| ? |

| 3 |

| 5 |

| 7 |

| 1 |

| 12 |

| 11 |

| 16 |

| 1 |

| 3 |

| 1 |

| 10 |

| 7 |

| 11 |

| 8 |

| 11 |

| 9 |

| 6 |

| 6 |

| 7 |

| 3 |

| - |

| 3 |

| 1 |

| 9 |

| 12 |

| NIFL Premiership | NIFL Championship | NIFL Premier Intermediate League |

De drie NIFL-divisies hebben in de loop der jaren diverse namen gekend, zie Northern Ireland football league system

## Seizoensresultaten vanaf 1996
| Seizoen | Competitie              | Niveau | Eindstand | Irisch Cup | League Cup | Opmerking                                                                                       |
| ------- | ----------------------- | ------ | --------- | ---------- | ---------- | ----------------------------------------------------------------------------------------------- |
| 1995/96 | Irish League B Division | III    | 1         | R4         | R1         |                                                                                                 |
| 1996/97 | Irish League B Division | III    | 1         | 1/2F       | R2         |                                                                                                 |
| 1997/98 | Irish League B Division | III    | 1         | R6         | R1         | Winnaar Irish Intermediate Cup                                                                  |
| 1998/99 | Irish League B Division | III    | 1         | R6         | --         |                                                                                                 |
| 1999/00 | Irish League B Division | III    | ?         | R5         | --         |                                                                                                 |
| 2000/01 | Second Division         | III    | 3         | R7         | --         |                                                                                                 |
| 2001/02 | Second Division         | III    | 5         | R5         | --         |                                                                                                 |
| 2002/03 | Second Division         | III    | 7         | R5         | --         |                                                                                                 |
| 2003/04 | Irish First Division    | II     | 1         | R6         | --         | Winnaar Mid-Ulster Cup                                                                          |
| 2004/05 | Irish Premier League    | I      | 12        | 1/4F       | Groep      |                                                                                                 |
| 2005/06 | Irish Premier League    | I      | 11        | R6         | Groep      |                                                                                                 |
| 2006/07 | Irish Premier League    | I      | 16        | R6         | Groep      |                                                                                                 |
| 2007/08 | Irish First Division    | II     | 1         | R5         | --         | Ziet af van promotie; Winnaar Irish Intermediate Cup, Intermediate League Cup en Mid-Ulster Cup |
| 2008/09 | IFA Championship        | II     | 3         | R5         | 1/4F       |                                                                                                 |
| 2009/10 | IFA Championship        | II     | 1         | R6         | R1         | Kreeg geen licentie voor Premiership.                                                           |
| 2010/11 | IFA Championship        | II     | 10        | R6         | R3         |                                                                                                 |
| 2011/12 | IFA Championship        | II     | 7         | R5         | R2         |                                                                                                 |
| 2012/13 | IFA Championship        | II     | 11        | R5         | R1         |                                                                                                 |
| 2013/14 | NIFL Championship       | II     | 8         | R4         | R2         |                                                                                                 |
| 2014/15 | NIFL Championship       | II     | 11        | R5         | R2         |                                                                                                 |
| 2015/16 | NIFL Championship       | II     | 9         | 1/4F       | R1         |                                                                                                 |
| 2016/17 | NIFL Championship       | II     | 6         | R6         | R2         |                                                                                                 |
| 2017/18 | NIFL Championship       | II     | 6         | 1/2F       | R2         |                                                                                                 |
| 2018/19 | NIFL Championship       | II     | 7         | R5         | R2         |                                                                                                 |
| 2019/20 | NIFL Championship       | II     | 3         | R5         | R2         | Winnaar Mid-Ulster Cup; Seizoen na 31 wedstrijden afgebroken vanwege Coronapandemie             |
| 2020/21 | NIFL Championship       | II     | --        | 1/4F       | --         | Seizoen niet gespeeld vanwege Coronapandemie                                                    |
| 2021/22 | NIFL Championship       | II     | 3         | R1         | R3         |                                                                                                 |
| 2022/23 | NIFL Championship       | II     | 1         | R5         | 1/4F       |                                                                                                 |
| 2023/24 | NIFL Premiership        | I      | 9         | R6         | 1/4F       |                                                                                                 |
| 2024/25 | NIFL Premiership        | I      | 12        | 1/4F       | R1         |                                                                                                 |
| 2025/26 | NIFL Championship       | II     | .         |            |            |                                                                                                 |